# Реформаторский блок
Реформаторский блок (болг. Реформаторски блок, РБ) — правоцентристская политическая коалиция. Основан 20 декабря 2013 года. В блоке представлены либеральные, христианско-демократические и консервативные партии: Демократы за сильную Болгарию (ДСБ), Движение «Болгария для граждан», Союз демократических сил (СДС), Народная партия «Свобода и достоинство», а также Болгарский земледельческий народный союз (Николай Ненчев). Все они имеют антикоммунистическую направленность и настаивают на непопулярных реформах. Выступают за газовую диверсификацию и уменьшение зависимости от России. 
Впервые приняв участие в выборах в Европейский парламент 25 мая 2014, РБ получил 6,45 % голосов и одно место (Светослав Малинов — член ДСБ). 
На выборах в Народное собрание 5 октября 2014 РБ был представлен уже 7 партиями и получил 8,9 % голосов. Семь представителей РБ вошли в сформированное после выборов коалиционное правительство Бойко Борисова. Лидер Движения «Болгария для граждан» Меглена Кунева заняла должность вице-премьера, Даниэль Митов стал министром иностранных дел, Николай Ненчев —  министром обороны, лидер СДС Божидар Лукарский — министром экономики.
На президентских выборах 2016 года кандидат РБ беспартийный экс-министр экономики Трайчо Трайков набрал 5,87 % голосов.
В конце 2016 ДСБ объявил о выходе из Реформаторского блока.